# Sant Constanç
Saint-Constant és un municipi francès situat al departament de Cantal i a la regió d'Alvèrnia-Roine-Alps. L'any 2007 tenia 568 habitants.

## Demografia

### Població
El 2007 la població de fet de Saint-Constant era de 568 persones. Hi havia 246 famílies de les quals 68 eren unipersonals (32 homes vivint sols i 36 dones vivint soles), 97 parelles sense fills, 69 parelles amb fills i 12 famílies monoparentals amb fills.
La població ha evolucionat segons el següent gràfic:
Habitants censats

### Habitatges
El 2007 hi havia 318 habitatges, 249 eren l'habitatge principal de la família, 38 eren segones residències i 31 estaven desocupats. 298 eren cases i 19 eren apartaments. Dels 249 habitatges principals, 208 estaven ocupats pels seus propietaris, 37 estaven llogats i ocupats pels llogaters i 4 estaven cedits a títol gratuït; 1 tenia una cambra, 8 en tenien dues, 34 en tenien tres, 82 en tenien quatre i 124 en tenien cinc o més. 217 habitatges disposaven pel capbaix d'una plaça de pàrquing. A 117 habitatges hi havia un automòbil i a 105 n'hi havia dos o més.

### Piràmide de població
La piràmide de població per edats i sexe el 2009 era:
| Homes | Edats   | Dones |
| ----- | ------- | ----- |
| 0     | 95 o +  | 4     |
| 0     | 90 a 94 | 4     |
| 4     | 85 a 89 | 8     |
| 16    | 80 a 84 | 8     |
| 28    | 75 a 79 | 12    |
| 12    | 70 a 74 | 28    |
| 16    | 65 a 69 | 36    |
| 4     | 60 a 64 | 12    |
| 20    | 55 a 59 | 8     |
| 12    | 50 a 54 | 8     |
| 24    | 45 a 49 | 12    |
| 28    | 40 a 44 | 20    |
| 24    | 35 a 39 | 24    |
| 8     | 30 a 34 | 20    |
| 16    | 25 a 29 | 12    |
| 24    | 20 a 24 | 12    |
| 20    | 15 a 19 | 16    |
| 24    | 10 a 14 | 4     |
| 0     | 5 a 9   | 8     |
| 12    | 0 a 4   | 8     |

## Economia
El 2007 la població en edat de treballar era de 327 persones, 239 eren actives i 88 eren inactives. De les 239 persones actives 227 estaven ocupades (128 homes i 99 dones) i 12 estaven aturades (6 homes i 6 dones). De les 88 persones inactives 38 estaven jubilades, 20 estaven estudiant i 30 estaven classificades com a «altres inactius».

### Ingressos
El 2009 a Saint-Constant hi havia 257 unitats fiscals que integraven 580 persones, la mediana anual d'ingressos fiscals per persona era de 14.207,5 €.

### Activitats econòmiques
Dels 29 establiments que hi havia el 2007, 1 era d'una empresa alimentària, 2 d'empreses de fabricació de material elèctric, 2 d'empreses de fabricació d'altres productes industrials, 6 d'empreses de construcció, 11 d'empreses de comerç i reparació d'automòbils, 3 d'empreses d'hostatgeria i restauració, 1 d'una empresa immobiliària, 1 d'una empresa de serveis i 2 d'empreses classificades com a «altres activitats de serveis».
Dels 10 establiments de servei als particulars que hi havia el 2009, 3 eren guixaires pintors, 2 fusteries, 1 lampisteria, 2 perruqueries i 2 restaurants.
Dels 3 establiments comercials que hi havia el 2009, 1 era una botiga de menys de 120 m², 1 una fleca i 1 una carnisseria.
L'any 2000 a Saint-Constant hi havia 57 explotacions agrícoles que ocupaven un total de 1.980 hectàrees.

## Equipaments sanitaris i escolars
El 2009 hi havia una escola elemental integrada dins d'un grup escolar amb les comunes properes formant una escola dispersa.

## Poblacions més properes
El següent diagrama mostra les poblacions més properes.